# Guillermo de Blanck y Menocal
Guillermo Rafael de Blanck y García-Menocal auch Willy de Blanck (* 7. September 1882 in Manhattan; † 6. November 1978 in Miami) war ein kubanischer Violinist und Botschafter.

## Leben
Guillermo de Blanck y Menocal war der erstgeborene Sohn von Ana Maria Garcia Menocal und Hubert de Blanck, (* 14. Juni 1856 in Utrecht; † 28. November 1932 in Havanna), welcher 1885 Gründer des Conservatorio Nacional de Musica of Havana und des Teatro Hubert de Blanck war. Ein Cousin seiner Mutter war Mario García Menocal. 
Menocal war mehrmals verheiratet, zunächst in Shanghai mit Mauricia Perzinsky, die ihm die Tochter Rosario de Blanck y Perzinsky (* 25. Februar 1915 in Shanghai; † 7. Juli 2007 in Buenos Aires) gebar. Anschließend heiratete er am 27. Mai 1918 Fatmeh Adrenne (* Isfahan), dann Adriana Inavrillice (* 1894 in Marseille), im Oktober 1937 Alwine A. M. Beelitz in Willesden Middlesex, sowie noch Adriana Sokon und Lloyd Dario, die Eigentümerin des Palazzo Dario, deren gemeinsame Tochter Patrizia De Blanck am 9. November 1940 in Rom geboren wurde.
Guillermo de Blanck y Menocal studierte Rechtswissenschaft und übte den Beruf des Rechtsanwaltes aus. Im Jahr 1906 trat er in den auswärtigen Dienst ein und wurde Attaché in Paris. 1911 gründete er eine konservative Zeitung und wurde 1913 Chefredakteur der Wochenzeitung Gráfico, in der Karikaturen von Conrado Walter Massaguer erschienen. Als Mario García Menocal 1913 Präsident wurde, fungierte Guillermo de Blanck y Menocal als sein Sekretär, bis dieser ihn noch 1913 als Generalkonsul in die britische Konzession von Shanghai entsandte. Ein Jahr später wurde Menocal erster kubanischer Resident Minister und Leiter der Handelsmission in Peking. Am 11. November 1918 wurde er zum Generalsekretär der von Antonio Sánchez de Bustamante y Sirvén geleiteten kubanischen Delegation zum Friedensvertrag von Versailles ernannt.
1921 rückte Menocal als Vertreter der kubanischen Regierung beim Völkerbund und bei der ILO nach und nahm am 12. Dezember 1921 von Wilhelmina der Niederlande sein Akkreditierungsschreiben als außerordentlicher Gesandter und Ministre plénipotentiaire entgegen. Teilweise zeitgleich, von 1922 bis 1931 war er in gleicher Funktion in der Schweiz tätig und residierte in Genf. Von 1931 bis Ende Februar 1935 wurde er dann als stellvertretender Außenminister berufen.
Anschließend fand Menocal von 1935 bis 1948 eine Verwendung als Ambassador to the Court of St James’s in London. In dieser Zeit war er bei den dortigen Exilregierungen von Belgien, Tschechoslowakei, Polen, Norwegen, Luxemburg, Griechenland, den Niederlanden sowie ab 1943 bei dem Französischen Komitee für die nationale Befreiung als Ministre plénipotentiaire akkreditiert. Darüber hinaus repräsentierte er Kuba als Schutzmacht für Mexiko, das einige Monate zuvor die diplomatischen Beziehungen mit dem Vereinigten Königreich und Nordirland eingestellt hatte und belieferte Winston Churchill mit 2500 Corona Shaped-Zigarren. Im Dezember 1941 erklärte die kubanische Regierung den Regierungen in Japan, dem Deutschen Reich und dem Königreich Italien den Krieg.
Nach dem Zweiten Weltkrieg wurde Menocal von 1948 bis 1955 als Ministre plénipotentiaire und anschließend als Botschafter in Rom eingesetzt. anschließend war er bis 1958 Sonderberater bei der UNESCO in Paris.

## Veröffentlichungen
- Gotas de sangre: novela de la guerra, 1921
- Del tabaco cubano, en general, y en el Reino Unido en especial. En "Revista Tabaco", núm. 15 5–156. La Habana, abril-mayo, 1946.
- Reportage (Scherzo), Lyrik die am 6. Oktober 1955 in ABC (Spanien) eine exzellente Rezension erfuhr.
- Carta a Castro, 82 S. 1961